# Brokonskär
Brokonskär är öar i Finland. De ligger i Nagu i den ekonomiska regionen  Åboland och landskapet Egentliga Finland, i den sydvästra delen av landet, 170 km väster om huvudstaden Helsingfors.
Brokonskär består av Storlandet, Fladagrundet, Brokonskärs kobben, Norrören, Mellanlandet och Östergrundet.
Inlandsklimat råder i trakten. Årsmedeltemperaturen i trakten är 6 °C. Den varmaste månaden är augusti, då medeltemperaturen är 17 °C, och den kallaste är januari, med −4 °C.